# Direction générale de l'Eau
La Direction générale de l'Eau (DGEau) est une direction de l’Administration publique béninoise du ministère de l'économie et des finances, placée sous l'autorité du Ministère de l'Eau et des Mines. Créée en 2007, elle a pour mission de définir les orientations stratégiques nationales relatives à l’eau et de veiller à leur mise en œuvre en collaboration avec les autres acteurs concernés.